# ズヴォレ
ズヴォレ（Zwolle [ˈzʋɔlə] ( 音声ファイル)）は、オランダ東部のオーファーアイセル州にある基礎自治体 (ヘメーンテ) で、同州の州都。アムステルダムの北東約120kmに位置する都市である。

## 歴史
西暦800年頃フリース人の商人とカール大帝の軍隊によって、街は設立された。ズヴォレの名前は、丘を意味するSuolleに由来している。これは、IJssel川、Vecht川、Aa川、Zwarte Water川の４つの川の間の風景に見られる坂を指している。頻繁に起きた川の洪水時には、この丘は浸水せずに残された唯一の土地であった。ズヴォレの街はその坂の上に造られた。

## スポーツ
- PECズヴォレは、サッカーのエールディヴィジ (プロ1部) に所属するチームである (2020-21シーズン現在) 。

## ズヴォレ出身の人物
- ヘラルト・テル・ボルフ (画家)
- トン・コープマン (指揮者・チェンバロ、オルガン奏者)
- トーマス・スティルチェス (数学者)
- セップ・ファン・デン・ベルフ (サッカー選手)